# Chlewo (jezioro)
Chlewo – jezioro lobeliowe na Pojezierzu Drawskim, położone w gminie Bobolice, w powiecie koszalińskim, w woj. zachodniopomorskim.

## Hydronimia
Jezioro pojawia się w źródłach już w 1340 roku, początkowo jako Chlewen, a następnie Gross Kloeber See (1780), der Porster Klewersee (1784), Gr. Klewe-See (1910), Chlewo, Chlebowo, Klewe See (1934), Gross Kleve See (1937). 1 października 1948 roku wprowadzono nazwę Chlewo. Obecnie państwowy rejestr nazw geograficznych jako nazwę jeziora również podaje Chlewo, jednocześnie wymienia nazwy oboczne: Chlewe Wielkie, Chlewienko, Chlewo Wielkie, Jezioro Spokojne.

## Morfometria
Według danych Instytutu Rybactwa Śródlądowego powierzchnia zwierciadła wody jeziora wynosi 54,3 ha. Średnia głębokość zbiornika wodnego to 6,2 m, a maksymalna – 12,0 m. Lustro wody znajduje się na wysokości 152,2 m n.p.m. Objętość jeziora wynosi 3359,3 tys. m³. Natomiast A. Choiński określił poprzez planimetrowanie na mapach 1:50 000 wielkość jeziora na 50,0 ha. Maksymalna długość jeziora to 1825 m, a szerokość 550 m. Długość linii brzegowej wynosi 5525 m. Podzielone jest na dwa dość wyraźnie wyodrębnione plosa. Letnia stratyfikacja termiczna zakłada się tylko w najgłębszych miejscach obu plos.
Według Mapy Podziału Hydrograficznego Polski jezioro leży na terenie zlewni piątego poziomu Zlewnia bezodpływowych jezior: Chlewo i Chlewo Małe (Chlewinko). Identyfikator MPHP to 448210. Mimo bycia jeziorem bezodpływowym zaliczane bywa do zlewni Chocieli. Wpływają do niego dwa małe cieki.

## Zagospodarowanie
W systemie gospodarki wodnej jezioro tworzy jednolitą część wód o kodzie PLLW20899. Administratorem wód jeziora jest Regionalny Zarząd Gospodarki Wodnej w Szczecinie. Utworzył on obwód rybacki, który obejmuje między innymi wody jeziora Chlewo (Jeziora Chlewo (Chlewo Wielkie, Chlewie Wielkie, Spokojne) w zlewni rzeki Chociel - nr 1). Gospodarkę rybacką na jeziorze prowadzi Polski Związek Wędkarski, Okręg w Koszalinie. Na początku lat 90. XX w. zarybiano je sieją i węgorzem. Odławiano wówczas także sielawę, płoć, okonia, szczupaka i lina.
Nad jeziorem leży wieś Porost. Bezpośrednia zlewnia jest mniej więcej w połowie zalesiona.
Jezioro pełni również funkcje rekreacyjne, nad jeziorem funkcjonuje kąpielisko wyznaczone z zasadami dyrektywy kąpieliskowej – Porost. W 2022 roku jakość wód kąpieliska oceniono jako doskonałą.

## Czystość wód i ochrona środowiska
Chlewo jest jeziorem oligotroficznym o skąpej roślinności szuwarowej. Najwięcej oczeretów i trzcinowisk występuje w północnej części. Zoobentos jest również ubogi, z dominacją skąposzczetów i rodzajów Chironomus i Chaoborus. W fitoplanktonie dominują zielenice, latem razem z sinicami i okrzemkami.
Badania z 1991 roku zaliczyły wody jeziora do II klasy czystości. Latem przezroczystość wód dochodziła do 4,5 m, przy średniej wartości w sezonie wegetacyjnym 3,8 m. W najgłębszych miejscach natlenienie wody przy dnie spadało do 0,2 mgO2/l, a płytszych do 8 mgO2/l (średnio 2,8 mgO2/l). Wiązało się to z niedużym BZT5 – 1,8 mgO2/l, ale chemiczne zapotrzebowanie tlenu wyniosło 52,8 mgO2/l, przekraczając ówczesne normy. Zawartość fosforu całkowitego (0,083 mg/l) i azotu całkowitego (1,09 mg/l) mieściła się w ówczesnych granicach drugiej klasy. Przewodność elektrolityczna właściwa była niska, wynosząc 55 μS/cm. Wynika ona z niskiej zawartości wapnia (maksymalnie 6,3 mg/l), magnezu (do 3,2 mg/l) i potasu (do 1,4 mg/l). Średnie stężenie chlorofilu a (7,3 mg/m3) potwierdzała niską produktywność. Również miano coli typu kałowego wskazywało na drugą klasę czystości. Uznano, że jezioro jest wrażliwe na zakwaszenie.
W późniejszych latach klasyfikowano jedynie wybrane parametry. W 2020 stan ekologiczny ichtiofauny sklasyfikowano jako bardzo dobry. W tym samym roku zbadano także kilka substancji priorytetowych w tkankach ryb i mięczaków. Wśród nich stwierdzono przekroczenie norm dla PBDE i rtęci.
Jezioro leży w granicy obszaru sieci Natura 2000: specjalnego obszaru ochrony siedlisk „Bobolickie Jeziora Lobeliowe” PLH320001.